# Климахин, Аким Михайлович
Аким Михайлович Клима́хин — советский хозяйственный деятель.

## Биография
Родился в 1903 году в селе Сухой Отрог (ныне Балаковский район, Саратовская область). Член ВКП(б).
Окончил Ивановский химико-технологический институт.
В 1923—1929 годы — чернорабочий на фабрике «Томна» в городе Кинешма Ивановской области.
В 1934—1940 годы — инженер на Сталиногорском химическом комбинате.
В 1940—1959 годы — директор Чернореченского химического завода имени М. И. Калинина в городе Дзержинске Горьковской области.
В 1959—1973 годы — инженерный работник Чернореченского химического завода имени М. И. Калинина.
Умер в 1980 году в Дзержинске.

## Признание
- орден Ленина (8.5.1943)
- орден Трудового Красного Знамени (17.2.1942)
- орден Знак Почёта (1965)
- Сталинская премия третьей степени (1949) — за разработку технологии производства гексахлорана для борьбы с вредителями с/х культур
- Сталинская премия третьей степени (1951) — за разработку и промышленное освоение синтеза фармацевтического продукта.